# Badener Kultur
Die Badener Kultur war eine archäologische Kultur der Kupfersteinzeit im Mittel-Donauraum, die nach Funden aus Baden bei Wien benannt ist. Ältere Namen waren Kultur mit kannelierter Keramik, Bandhenkelkultur, Ossarner Kultur, in Ungarn Péceler Kultur oder Baden-Pécel. In Polen wird sie auch als Promienista-Kultur bezeichnet. Ihr Kerngebiet lag in Ostösterreich und Ungarn, mit weiteren Fundplätzen in Polen, Serbien, der Slowakei, Tschechien, der Schweiz und Deutschland. Insbesondere die Boleráz-Stufe der frühen Badener Kultur hat im Bereich anderer Kulturen Spuren hinterlassen. Radiokohlenstoffdaten dieser Kultur liegen im Zeitraum zwischen etwa 3500 und 2700 v. Chr.

## Forschungsgeschichte
Die Anfänge der Badener Kultur gründen auf archäologischen Funden aus der Königshöhle nahe der Burgruine Rauheneck bei Baden. Oswald Menghin und Josef Bayer betitelten in den 1920er Jahren das untersuchte Fundmaterial. Eine erste geschlossene Abhandlung zur Badener Kultur wurde jedoch erst 1956 durch János Banner vorgelegt. In folgender Zeit erschienen vorrangig auf die einzelnen Länder bezogene Publikationen. So nahm sich Richard Pittioni der österreichischen Funde an. Im Zuge seiner Untersuchungen lieferte er einen ersten Vorschlag zu einer Periodisierung. Den neueren Fundstellen Österreichs widmete sich einige Zeit später Elisabeth Ruttkay. Im damaligen Jugoslawien verdankt die Forschung Nikola Tasić und Stojan Dimitrijević erste Erkenntnisse zur Badener Kultur. Sie betrieben in den Jahren 1959 bis 1983 Untersuchungen archäologisch relevanter Fundstellen und brachten in dieser Zeit eine Übersicht zum aktuellen Forschungsstand, als auch einen Gliederungsvorschlag für das jugoslawische Gebiet. Ungarn wurde hier u. a. durch Sándor Soproni vertreten. Er legte innerhalb von neun Jahren (1951–1962) einen der wohl bekanntesten Fundplätze der Badener Kultur im Gebiet der Budakalász-Luppa csárda frei. In Böhmen publizierte 1973 Emilie Pleslová-Štiková seine Ergebnisse. Dem folgte noch im selben Jahr die Ergänzung des mährischen Verbreitungsgebietes durch Jiri Pavelćik. Nur kurze Zeit später (1978) flossen dann letztendlich, mit den Publikationen von Petre I. Roman und Ioan Németi, auch die rumänischen Erkenntnisse in Forschung der Badener Kultur mit ein. Wichtig an dieser Stelle zu nennen sind die für die innere Gliederung relevanten Arbeiten Evžen Neustupnýs von 1959 und 1973. Die neuere Literatur befasst sich weitestgehend mit einzelnen kleineren Regionen und Fundplätzen.
Im Verlauf dieser z. T. gesplitteten Untersuchungen entwickelten sich unterschiedliche Bezeichnungen. So liegt dem deutschsprachigen Raum, Jugoslawien und Rumänien der Name der Badener Kultur zugrunde, in Ungarn jedoch bezeichnet man sie als Péceler Kultur. In Tschechien und der Slowakei trägt sie den Namen Kultur mit kannelierter Keramik, in Polen hingegen Kultur mit radialverzierter Keramik.

## Verbreitung

Ausdehnung der Kulturen 3200–2300 v. Chr. Mit den Schnurkeramikern, der Jamnaja-Kultur, Kugelamphoren-Kultur und Badener Kultur

Die Kernregion der Badener Kultur liegt im ungarischen Karpatenbecken und dem Osten Österreichs, mit Ausläufern bis Westböhmen und Teilen Bayerns. Ihre Einflüsse erstrecken sich jedoch weit darüber hinaus. Östlich schließt sich die Lažňany-Hunyadihalom-Kultur bis Westrumänien an, nördlich bis Mähren und Schlesien. Importe der Badener Kultur gibt es in der nordischen Trichterbecherkultur. Neben dem Unterlauf der Donau häufen sich Funde in Mittelserbien und westwärts der Save, möglicherweise bis Bulgarien und Nordgriechenland.
Fundplätze der Badener Kultur:
- Niederösterreich: Jennyberg bei Mödling
- Burgenland: Zillingtal
- Vorarlberg
- Slowakei: Bratislava-Zentrum, Bratislava-Devín, Nitriansky Hrádok
- Tschechien: Hlinsko
- Bronocice, nördliche Beskiden im südlichen Polen (frühe und mittlere Badener Kultur)
- Foeni-Gaz, westliches Rumänien (späte Badener Kultur)
- Ungarn: Fertőrákos, Sopronkőhida, Szigetszentmárton, Budakalász – Luppa csárda, Balatonboglar, Pilsimarot-Basaharc, Hódmezővásárhely-Kotacpart
- als Importe am Bodensee in der Schweiz: Arbon Bleiche III (ältere Badener Kultur = Boleráz-Stufe) im Übergangshorizont zwischen Horgener Kultur und Pfyner Kultur
- Deutschland: Landkreis Deggendorf, Bad Buchau, (Baden-Württemberg)
- Aiterhofen (Landkreis Straubing-Bogen): Kirchfeld BA I, Fundkontext zusammen mit Lanzettaxt vom Typ „Halfing-Linz“.

## Radiokarbon-Datierungen - (cal. v. Chr., 1σ)
- 3519–3373: Früheste Boleraz
- 3325–3027: Boleraz
- 3016–2900: Frühes klassisches Baden (Stufen IIB – III)
- 2892–2687: Jüngeres klassisches Baden[2]

## Keramik

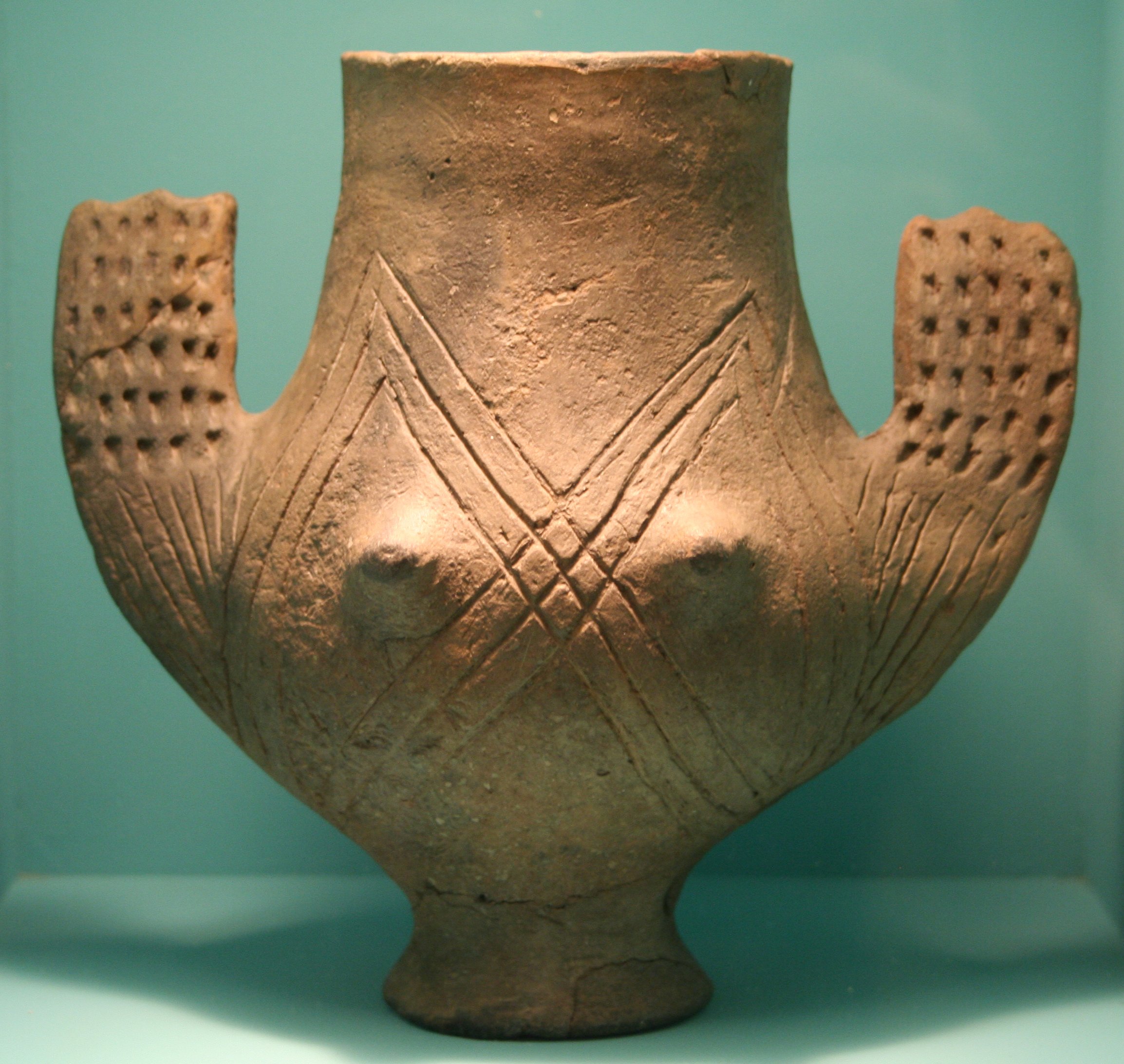
Anthropomorphe Keramik. Badener Kultur, ca. 3500–2800 v. Chr. aus Ráckeve (Ungarn). Museum für Vor- und Frühgeschichte (Berlin)

Die Badener Kultur lässt sich anhand keramischer Untersuchungen in vier Phasen unterteilen, welche ebenfalls innerhalb der jeweiligen Stufen unterschiedliche Ausprägungen aufweisen. Dabei verlaufen nicht selten zwei Phasen nebeneinander. Wie auch in anderen Kulturgruppen, übernehmen viele der Stufen zudem Elemente der Vorangehenden.

### Stufe I. (Boleráz-Gruppe)
In der Stufe Ia bestehen sowohl dickwandige, als auch dünnwandige Keramiktypen. Letztere weisen zudem eine besonders qualitätsvolle, graubraune bis dunkelgraue Oberfläche auf, die in der Regel poliert und geglättet ist. Wir finden unverzierte Tassen. Dünne Bandhenkel stehen den relativ großen Ausmaßen gegenüber. In dieser Größenform sind die späteren Tassen nicht mehr anzutreffen. Ebenfalls mit Bandhenkeln waren die Krüge der Stufe Ia versehen. Neben diesen traten subkutane Henkel und eine flache Kannelur zutage, welche sich in die Unverziertheit der Krüge integrierten. Charakteristisch sind zudem Schüsseln mit einer trichterartigen Mündung. Seltener hingegen eingezogene und nach außen verstärkte Ränder. In den Fundkomplexen fanden sich auch amphorenförmige Gefäße. Auffälligstes Merkmal sind hier die dekorativen plastischen Tupfleisten. Das, für die Boleráz-Gruppe typische, geritzte Tannenzweigornament tritt erstmals unter den schwach profilierten topf- und beutelförmigen keramischen Gefäßen dieses Horizontes auf (wenn auch nur selten).
Die Funde der Stufe Ia stammen anfangs vorrangig aus dem westlichen Karpatenbecken. Später entdeckte man zugehörige Keramik auch in den Gebieten nördlich und südlich der Theiß.
In der darauf folgenden Phase Ib werden die Siedlungsfunde zahlreicher. Dementsprechend auch die keramischen. Auffällig sind die verkleinerten Tassen, Ihr Hals ist niedriger und nun zylindrisch einschwingend. Neu ist die größtenteils senkrechte Kannelierung des unteren Teils. In ihren Ausmaßen schrumpfen auch die Krüge. Der Hals verjüngt sich zu einem Rand, an welchen nun neben dem Bandhenkel drei subkutane Henkel treten. Vereinzelt findet man auch schlaufenartige und ausgekehlte Henkel vor. Die Krüge sind meist unverziert oder weisen eine senkrechte Kannelierung bzw. das, der Badener Kultur typische Wolfszahnmuster auf. Die sich fortsetzenden Trichterrandschüsseln, werden erstmals auf ihrer Innenseite verziert. Die übrigen Schüsseln besitzen mittlerweile einen verstärkt eingezogenen Rand. Auf den amphoren- und topfartigen Keramiken befinden sich nun immer häufiger eine oder mehrere plastische Tupfleisten, während auf der Oberfläche zunehmend die typischen Tannenzweigritzungen mit flachen Warzenbuckeln angebracht sind.
Die Fundkomplexe der Stufe Ib verteilen sich im ganzen Verbreitungsgebiet der Badener Kultur.
Die erste Stufe endet mit der Phase Ic. Gleichzeitig läuft sie noch eine Zeit lang mit der Stufe IIa parallel, bis sie schließlich in ihr aufgeht. Allgemein ist eine Zunahme geritzter und plastischer Dekorationselemente auf der dickwandigen Keramik zu verzeichnen. An Krügen und Tassen treten nun unverzierte, quergerillte, zudem auch gezackte Schlaufenhenkel auf, welche leicht überständig positioniert sind. Bei den Krügen finden wir neben verschiedenen Kannelierungen, auch plastische Verzierungen. Diese äußern sich in senkrecht angeordneten Rippen. Vereinzelt ist dies auch auf amphorenartigen Gefäßen im Bereich ihrer Bauchung zu beobachten. Die, für die Phase IIa typischen waagerecht angebrachten Tannenzweigmotive auf der Außenseite von Trichterrand- und anderen Schüsseln, ist erstmals in der Phase Ic festzustellen.

### Stufe II.
Die zweite Phase der Badener Kultur (die Ossarn-Phase) schließt an die vorangehende an. Zum Teil findet hier eine Fortführung der Elemente der Boleráz-Gruppe statt. Diese wird zum Beispiel an den Innenverzierungen der Trichterrandschüsseln, aber auch an dem typischen geritzten Tannenzweigmotiv deutlich. Letzteres verwendet man bis in die Stufe III der Badener Kultur.
Dickwandig setzt sich die Keramik in Phase IIa fort. Auf den Krügen herrscht nun eine veränderte Profilierung vor. Sie sind an sich mit einem höheren und zylindrisch einschwingendem Hals gearbeitet. Ihre Schultern treten stärker hervor. Erstmals kennzeichnende quer oder schräg gestellte Rillen (u. a. auch gezackt) zieren die Schlaufenhenkel. Hier findet sich eine Eigenheit, welche auch auf einigen Tassen auffällt. Häufig sind diese nämlich mit einem Buckel unterhalb des Mündungsrandes versehen. Kleinere, halbkugelförmige Schüsseln stellen sich in die Nachfolge der Boleráz-Gruppe. Auch sie weisen eine Innenverzierung auf. Die Trichterrandschüsseln der Stufe IIa hingegen stellen sich in größeren Ausmaßen dar. Die typischen Tannenzweigritzungen zieren ihre Außenseite. Im Innern finden sich etwaige Kannelierungen an den Rändern und Wänden sowie konzentrische Kreise bzw. dicht eingerollte Spiralen auf dem Boden. Neben mehreren plastischen Leisten unterhalb des Randes, trifft man auch hier auf das geritzte Tannenzweigmotiv. Die verbleibenden gestreckten, amphorenförmigen Gefäße wurden häufig mit Dreiergruppen aus senkrechten plastischen Rippen auf den Schulterzonen gearbeitet. In den Zwischenräumen entdeckt man verzierte und unverzierte Flächenritzungen.
Obwohl sich die Anzahl der Siedlungen reduziert, findet sich eine Streuung im gesamten Karpatenbeckengebiet.
Die Phase IIb ist durch eine neue Formen- und Verzierungslehre geprägt. Sie löst sich von den traditionellen Erscheinungen der Boleráz-Gruppe aus der ersten Stufe. Die Krüge sind erstmals in ihrer Bauchung niedrig und weisen eine gedrückte Gestalt auf. Dies ist ein Trend, der sich in der Baden III noch häufiger finden lässt. Größtenteils unverändert blieben die verzierten und unverzierten Schlaufenhenkel der Tassen und Krüge. Immer noch mit einem Buckel versehen, treten nun aber auch schmale Bandhenkel auf der Oberseite in den Vordergrund. Die Verzierungen auf den Innen- und Außenflächen jedweder Schüsseln werden seltener. Auf topfförmigen Gefäßen werden die plastische Randleisten durch zwei, vereinzelt auch durch mehrere Stichreihen abgelöst und ersetzt. Mit Hilfe rauer und gegenständiger Buckel und Wülste sind diese voneinander abgeteilt. Nach und nach setzen sich Netzmusterritzungen durch, die für diese Phase typisch werden. Neben diesem tauchen erste Hängegefäße mit flachen Standring auf.

### Stufe III.
In der dritten Phase der Badener Kultur spaltet sich der gesamtkeramische Charakter auf einzelne Regionen auf. Die transdanubischen und westslowakischen Gebiete werden dabei durch den Nevidzany-Typ vertreten. Weiter finden sich im Theiß-Umland und in der Ostslowakei ein Typ, der sich nach dem Fundplatz Viss auszeichnet. Neben Nordjugoslawien stellen Nordungarn, die Mittelslowakei und Südpolen die letzte Keramikregion dar (Typ Ózd).
Die größeren Krüge des donauländischen Nevidzany-Typs zeichnen sich durch einschwingende Hälse, eine mittlerweile gewölbte Bauchung und durch unterschiedlich hoch positionierte Schultern aus. Die kleineren hingegen führen das Aussehen und die Beschaffenheit der Phase IIb fort. Vorrangig sind sie senkrechte kanneliert. Vereinzelt treten aber auch waagerechte Kannelierungen am Halsbereich auf. In der Stufe III finden sich ausschließlich Bandhenkel. Krüge und Trichterrandtassen zeichneten sich neben diesen mit verschiedenen, schräg schraffierten Dreieckskannelierungen aus. Auf der Halsunterseite von Krügen zeigen die Spitzen nach oben, am Unterteil von Trichterrandschüsseln hingegen in die entgegengesetzte Richtung. Letztere sind weiterhin mit Bändern auf der Innenseite und konzentrischen Kreisen auf dem Boden verziert. Zudem befinden sich erstmals Tunnel- bzw. breitere Bandhenkel auf dem Umbruch der Schalen. Auf den Rändern sitzt meist ein, oft aber auch eine ganze Gruppe von Buckeln. Die topfartigen Keramiken hatten, wie schon in den früheren Phasen, eine plastische Leiste am Rand zu verzeichnen. Kennzeichnend für die dritte Phase der Badener Kultur wurde nun die Beutelform dieser Gefäße. Ebenfalls mit Tunnelhenkel auf den Schultern produzierte man kleine amphorenartige Gefäße. Daneben aber auch solche ohne bzw. mit zwei massiven Bandhenkeln. Sie befanden sich am Hals und waren häufig verschiedenartig verziert. Der Typ Ózd unterschied sich nicht wesentlich von den donauländischen Gebieten. Er stellte lediglich eine Ergänzung im Bereich der Schüsseln dar. Diese wurden nämlich mit einem höheren runden, oft auch vierkantigem Fuß gearbeitet. (Kleine) Krüge mit breiten Bandhenkeln und senkrechter oder schräger Kannelierung fanden sich dagegen im Theißgebiet und der Ostslowakei. Am Rand waren diese mit drei oder mehreren Spitzbuckeln verziert. Tassen und Schüsseln reihen sich in diese Machart mit ein. Letztere hatten eine eingezogene Mündung. Die Trichterrandschüsseln blieben in ihrer klassischen Form, verzeichneten jetzt aber mehrere Stichreihen in vertikaler oder schräger Schraffur.
In der Stufe III der Badener Kultur gibt es einige Keramiken, die aus dem üblichen Repertoire fallen. Dazu gehören Schöpfkellen mit weitlichtigen hochgezogenen Henkeln. Flache Böden waren kennzeichnend. Zudem treten hier erstmals die so genannte Ossarner Tassen (Ossarner Stufe in der ersten der Badener Kultur) mit Griff auf.

### Stufe IV.
Leitform der Phase IVa der Badener Kultur sind kleine Krüge. Vorrangig sind diese mit einer Stichreihe unter dem Halsunterteil verziert. Der dazugehörige Bandhenkel stellt sich in verschiedenartig kombinierter Kannelierung dar. Die Trichterrandschüsseln wurden in größeren Ausmaßen gearbeitet. Die in der Phase III noch besonderen Schöpfkellengefäße, entwickelten einen breiteren oder gänzlich schmalen Boden. Neu hinzu kamen spitzbogige Kellen dieser Art.
Die letzte Phase der Badener Kultur, die Stufe IVb, ist in den Fundkontext noch nicht genau einzureihen. In der Forschung diskutiert man einerseits die Koexistenz mit der Kostolac-Gruppe, andererseits die Weiterentwicklung zu dieser. Von den klassischen Kannelierungen hatte man sich gelöst. Anfangs bevorzugte man Stich-, später dann Rillenverzierungen. Typisch und im gesamten Karpatenbecken verbreitet waren zudem die sog. Fischbutten. Dies waren gestreckte, bis fast spitze Gefäße, die zwei Henkel an den Schultern trugen.

## Metall
Kupfer wurde für die Herstellung von Schmuckgegenständen verwendet.

## „Wagenmodelle“
Zu den bedeutenden Funden zählen die als Wagenmodelle gedeuteten viereckigen Tischgefäße aus Ton, zum Beispiel aus Grab 177 im ungarischen Budakalász – Luppa csárda (Komitat Pest). Viele weitere Funde im eurasischen Kontext sowie einer Diskussion ihrer Erfindung (Indogermanen?) bietet Holm (2019).

## Bestattungsritus
Die Bestattungssitten und -gebräuche in der Badener Kultur decken ein vielfältiges Spektrum ab. Allerdings sind nur wenige Gräberfelder bekannt. Es finden sich stattdessen gehäuft Einzelbestattungen oder kleine Gräbergruppen. Zwei große Gräberfelder wurden in Ungarn und Mähren freigelegt. Der primäre Bestattungsritus war die Einäscherung. In der Stufe Ia herrscht sie in der Boleráz-Gruppe vor. Wichtig sind in diesem Zusammenhang das Gräberfeld von Pilismárot-Basahárc (nördliches Ungarn) und ein Hügelgräberfeld des Ohrozimer Typs in Mähren. Der Leichenbrand ist in unterschiedlicher Art deponiert worden. Neben der Deponierung in Gefäßen wurden sie z. T. neben diesen gelagert. Die Einäscherung hält sich bis zum Ende von Phase IIa. Im Westen des Karpatenbeckens setzt parallel dazu die Körperbestattung ein. Budakalász in Ungarn ist das größte Gräberfeld der Badener Kultur dar. Hier fanden sich 439 Körperbestattungen. Die Skelette lagen in seitlicher Hockerlage. Die Ausrichtung war unregelmäßig. Ebenfalls seit der Stufe II werden Bestattungen und Niederlegungen in Siedlungsgruben üblich. Wurden einige Tote in extremer Hockerlage deponiert, so scheinen eine Vielzahl einfach in die Gruben geworfen zu sein. Man fand sie auf dem Rücken oder Bauch liegend. Vorrangig sind es Einzelbestattungen. In den Abfallgruben entdeckte man eine Häufung von Rinder- und anderen Tierknochen. In Svodín (Slowakei) traten diese u. a. zusammen mit Menschenresten auf. Welchen Stellenwert die Tiere bzw. die mit ihnen bestatteten Menschen einnahmen ist ungeklärt. Den Befund interpretiert Nevizánsky als Ruhestätten von in der Gesellschaft bedeutender und angesehener Persönlichkeiten. Die Gräber befanden sich sowohl innerhalb, als auch an den Rändern der Siedlungen.

## Siedlungen

### Lage
Die Siedlungen der Badener Kultur liegen vorrangig im Tiefland des Karpatenbeckens. Die Boleráz-Gruppe ist im Westteil der Donauebene vertreten. Besonders in den ersten Entwicklungsstufen ist das gesamte Karpatenbecken dicht besiedelt. Obwohl viele Siedlungen nicht zeitgleich bestanden, fanden sich häufig mehrere Siedlungen innerhalb einer Gemarkung. Zentrale Orte der Badener Kultur in Österreich waren Ansiedlungen auf Bergkuppen, wie die im Wienerwald, auf dem Buchberg bei Alland, dem Eichkogel bei Guntramsdorf, dem Jennyberg und dem Hirschkogel bei Mödling, dem Hochberg bei Perchtoldsdorf, dem Gemeindeberg in Wien-Hietzing und dem Simonsberg bei Weidlingbach.

### Siedlungstypen
Einen einheitlichen Siedlungstyp in der Badener Kultur konnte nicht nachgewiesen werden. Es finden sich Tieflandsiedlungen auf Terrassen oder an Hängen. Auffällig ist die Lage an Wasserläufen, z. T. auch Dünen. Daneben existierten tellartige Siedlungen, wie Funde aus Südungarn und Jugoslawien belegen, sowie Sporn- oder Höhensiedlungen. Ebenso unterschiedlich wie die Typen sind die Ausdehnungen der Fundkomplexe. In Štúrovo (Südslowakei) beispielsweise erstrecken sich singuläre Lehmgruben bzw. Siedlungsobjekte auf einer Fläche von einem Hektar. Dem stehen Siedlungen von mehreren Hektar Größe entgegen. Ausgrabungen in Svodín (durch Němejcová-Pavuková) förderten 1986 solch einen Befund zu Tage. Neben größeren Siedlungszentren gab es kleinere, der archäologischen Forschung noch weitgehend verborgen gebliebene, weilerartige Gehöftgruppen. Die Benutzung von Höhlen ist u. a. durch die Königshöhle bei Baden belegt.
Viele Siedlungen waren befestigt. Heute sind lediglich die Gräben erhalten. Spitzgräben in verschiedener Breite und Tiefe bildeten den Kern solcher Anlagen. Belege hierfür finden sich u. a. in Svodín und Stránska in der Slowakei. Man entdeckte auch im Norden und Nordosten der Slowakei Höhensiedlungen. In Stránska (Zentralslowakei) befindet sich eine befestigte Spornsiedlung. Kovács und Nevizánsky konnten hier 1986 Wohnhäuser mit Fußboden- und Ofenresten nachweisen. Letztere standen meist in der Mitte der jeweiligen Behausung.

### Häuser
Die Großbauten ähnelten weiterhin den früh- und mittelneolithischen Langbauten, der Grundriss ist jedoch nicht langrechteckig, sondern trapezförmig. Obwohl das Langhaus die vorherrschende Architektur des Neolithikums war, entdeckte man in Sarvaš und Vučedol apsidenförmige Grundrisse, die Pfostenkonstruktionen aufwiesen. Man nimmt an, dass diese Form ihren Ursprung im Südosten hat. Daneben treten in Mähren mehrphasige Siedlungen mit Hausresten in Blockbau auf, in denen Lehm für die Wände verwendet wurde. Reste eines Hauses wurden in Pottenbrunn (NÖ) entdeckt.

### Gruben und andere eingetiefte Objekte
Die Badener Kultur liefert kaum Behausungsspuren. Wirtschaftsobjekte und Lehmgruben überwiegen. Lehmgruben sind in Form, Größe und Tiefe sehr variabel. Weiterhin ergrub man kreisförmige zylindrische Objekte. Die dritte Gruppe bilden runde glockenförmige Gruben, wohl um Getreidespeicher. Pfostenlöcher, wie in Svodín, verweisen auf eine mögliche Überdachung. Kuppelöfen aus gebranntem Lehm standen mal tief eingegraben, mal flach und direkt unter der Erdoberfläche. Bekannt ist lediglich die Ergänzung dieser seltenen Öfen in die Reihe der Hausöfen und Feuerstellen. Beispiele solche Objekte finden sich in Nitriansky Hrádok-Zámeček (Westslowakei).

## Populationsgenetik
Ausdrücklich als „Baden“ gekennzeichnete Gen-Daten liegen nur für die erste Hälfte der Badener Kultur vor. Die neun Y-Haplogruppen umfassen 5x die Y-Haplogruppe G und viermal die Y-Haplogruppe I oder ihre Untergruppen.